# 500
500 (D) je bilo prestopno leto, ki se je po julijanskem koledarju začelo na soboto.

## Rojstva
Neznan datum
- Prokopij iz Cezareje, vzhodnorimski učenjak in zgodovinar († okoli 565)
- Vitigez, kralj Ostrogotov († 542)